# 熊本バス熊本中央営業所
熊本バス熊本中央営業所（くまもとバスくまもとちゅうおうえいぎょうしょ）は、熊本バスのバス営業所の一つ。同一敷地内に熊本バスの本社も併設され、当社の中では一番広い車庫（中の瀬車庫）と自社整備工場を併せ持ち、まさに当社の本拠地という役割を担う。2010年の拠点の再編により城南および御船（2012年3月、廃止）を出張所に格下げして同営業所の傘下となる。

## 概要
熊本中央営業所
- 主に熊本市内やイオンモール熊本（以下「イオンモール」）など熊本市郊外路線を担当。定期券等を購入出来る窓口を併設[1]。同営業所（中の瀬車庫）からバス利用のためのパーク&ライドにて敷地内駐車場を有料にて開放[2]。

城南出張所（旧・城南営業所）

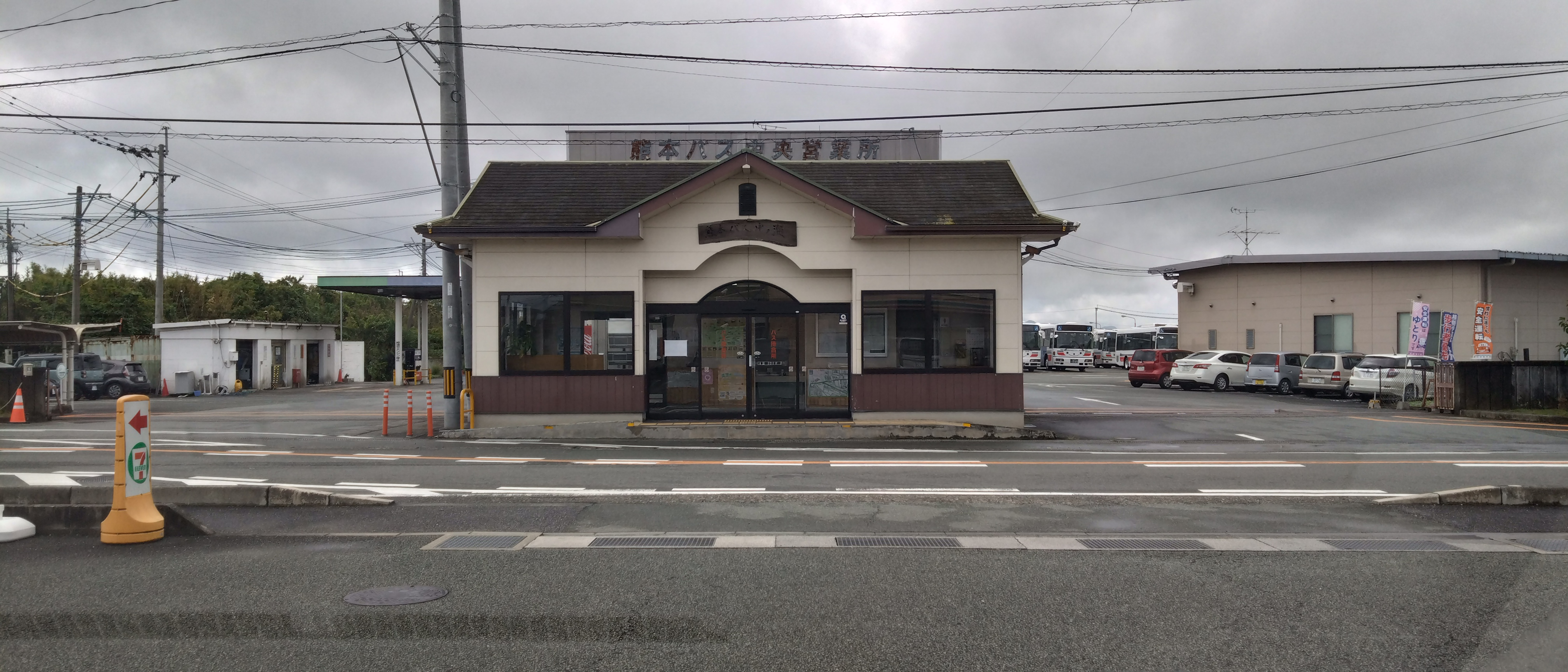
中の瀬車庫待合所（上り・桜町方面）

- 主に城南を終始発便をメインに同所を介して宇土・宇城地区を運行。

「詳細は『#担当路線』を参照」
- 所在地：熊本県熊本市南区城南町隈庄503番地
- 最寄り（併設）バス停名：城南

## 担当路線
- 2024年（令和6年）10月改正、路線名・系統・運行ルートも2024年10月現在のものを表記。
- 熊本桜町バスターミナルは以下「桜町BT」と省略。
- ここでは熊本中央営業所担当路線のみを記載とする。

### 田迎経由郊外方面（一部路線を担当）
| 路線名 | 系統      | 運行区間 | 備考                                                                                           |
| ------ | --------- | --- | ---------------------------------------------------------------------------------------------- |
| 田迎   | M1-1 M2-1 | 熊本駅 - 河原町電停 - 桜町BT - 新市街 - 南熊本 - 田迎 - 中の瀬車庫 - イオンモール熊本                                    | M1-1系統の運用区間は桜町BT - 中の瀬車庫のみ M2-1系統の運用区間で桜町BTから熊本駅の本数は少ない |
| 御船   | M3-2      | 桜町BT - 新市街 - 南熊本 - 田迎 - 中の瀬車庫 - イオンモール熊本 - 御船町恐竜博物館前 - 玉虫 - 浜町 - 通潤橋前 - 通潤山荘 |                                                                                                |

### 熊本市内線（南部）
| 路線名                    | 系統      | 運行区間 | 備考 |
| ------------------------- | --------- | --- | --- |
| はません環状              | M0-0      | 中の瀬車庫（→旧浜線方面） - 田迎 - 南熊本 - 新市街 - 桜町BT - 通町筋 - 尚絅校前 - ワンダーシティ前 - 熊本中央病院（構内） - 画図パークタウン -（←浜線バイパス方面） 中の瀬車庫 | 2024年4月現在、旧浜線（田迎・南熊本）方面からの左回りのみ運行 |
| 御幸木部                  | P2-2 P2-3 | 桜町BT → 下通筋 → 大学病院前 → 春の本 → 南熊本駅（構内） → 出仲間 → 御幸病院（P2-3系統のみ） → 笛田神社前 → 桜十字病院前 → 御幸木部                                            | |
| 御幸木部                  | P2-4 P2-5 | 御幸木部 → 桜十字病院前 → 笛田神社前 → 御幸病院（P2-5系統のみ） → 出仲間 → 南熊本駅（構内） → 春の本 → 大学病院前構内 → 大学病院前 → 下通筋 → 桜町BT                           | |
| 浜線バイパス （中央病院） | P4-1 P4-2 | 桜町BT - 通町筋 - 尚絅校前 - ワンダーシティ前 - 熊本中央病院（構内） - 画図パークタウン -中の瀬車庫 - 鯰[バイパス] - イオンモール熊本                                          | P4-1系統の運用区間は桜町BT - 中の瀬車庫までの便 |
| 浜線バイパス （中央病院） | P4-3 P4-4 | 桜町BT - 通町筋 - 建設会館前 - 八王寺 - 出仲間（バイパス）- 画図パークタウン - 中の瀬車庫（ - 鯰[バイパス] - イオンモール熊本）                                                | 通常ダイヤではP4-3系統「中の瀬車庫」発上りの往路便のみの運用で「熊本中央病院（構内）」経由をしない P4-3系統「桜町BT」発下り復路便とP4-4系統「イオンモール熊本」発着便に関しては特別ダイヤ設定時の運行となり普段運行上通過扱いの下り「出仲間（バイパス）」と「熊本中央病院入口（下りのみ）」にも停車する。 |

### 熊本市内線（東部）
| 路線名              | 系統      | 運行区間 | 備考                                                    |
| ------------------- | --------- | --- | ------------------------------------------------------- |
| 江津団地            | L1-1 L1-2 | 桜町BT - 通町筋 - 水前寺公園前 - 画図道 - 江津県営アパート前 - 江津団地 - 江津県営アパート前（往復） - 画図橋 - 烏ヶ江 - 中の瀬・東 - イオンモール熊本 | L1-1系統の運用区間は桜町BT - 江津団地までの便           |
| セイラタウン        | L2-1 L2-2 | 桜町BT - 通町筋 - 水前寺公園前 - 画図道 - 湧心館高校前 - セイラタウン - 画図小学校入口 - 画図パークタウン - 中の瀬車庫 - イオンモール熊本              | L2-1系統の運用区間は桜町BT - 中の瀬車庫までの便         |
| 健軍線 （城南系統） | K2-1 K2-2 | 桜町BT - 通町筋 - 水前寺公園前 - 県庁前 - 神水町 - 健軍電停前 - 東区役所 - 秋津レイクタウン - 嘉島町役所 - イオンモール熊本                            | K2-2系統の運用区間は健軍電停 - イオンモール熊本までの便 |

### 廃止路線
太字は、起終点停留所

#### 2024年10月
- P1-2 流通団地（御幸病院系統）  
 ※南熊本非経由

桜町BT - 新市街 - 琴平神社・江原中学前 - 平成町 - 流通団地 - 済生会病院 - 西無田入口 - 御幸病院
- 当初は2020年10月から2021年9月まで1年間の該当バス路線の運行を休止 を発表していたが、路線運休が4年経った2024年9月30日付で廃止。

#### 2021年4月
- R1-3・K6-0 川尻線[10][11]

南区役所 - 緑川橋 - 川尻町 - （市道） - 熊日前 - 迎町 - 交通センター - 通町筋 - 水前寺公園 - 県庁前 - 北窪（ - 県議会議事堂前）
- 2021年4月1日より熊本都市圏における路線バス5社（九州産交バス・産交バス・熊本都市バス・熊本バス・熊本電鉄バス）共同経営の一環において重複路線の整理に基づき同日を以って廃止した。

#### 2015年10月
2015年（平成27年）10月改正時。路線名・系統記号・停留所の表記はいずれも当時のもを表示。
- 南14 直行線

熊本 - 馬見原間の直通運転を取り止め、「浜町」で乗り継ぎおよび大野経由馬見原行きに一本化（菅尾経由は廃止）
- 南7 浜線バイパス線

交通センター - 新市街 - ワンダーシティー前 - 出仲間（浜線バイパス） - 中の瀬・北（浜線バイパス） - 中の瀬車庫
- 南10 田迎・市内線（田迎・九品寺経由）[14][5]

交通センター - 通町筋 - 水道町 - 尚絅校前 - 建設会館前 - 九品寺6丁目 - 南熊本 - 田迎 - 中の瀬車庫
- 南12[→済生会から｢県31｣]流通団地線・県庁環状系統（南熊本非経由）

交通センター → 新市街 → 琴平神社 → 平成町 → 流通団地 → 済生会病院 → 西無田（東バイパス） → 熊本中央病院 → 市民病院前 → 北窪 → 県庁 → 水前寺公園前 → 通町筋 → 交通センター
- 右回りの環状線運行路線、環状線運行を取り止め。

- 南13・南24 流通団地線・御幸病院系統（南熊本経由）

交通センター - 新市街 - 南熊本 - 田迎一里木 - 流通団地 - 済生会病院 - 西無田入口 - 御幸病院
- 南11系統（のちの「P1-2 流通団地（御幸病院系統）」に一本化。

- 東11 健軍線（平成音楽大経由便）

熊本駅 - 交通センター - 通町筋 - 水前寺公園前 - 県庁 - 神水町 - 健軍電停前 - 秋津レークタウン - 六嘉 - 平成音楽大学 - 御船 - 玉虫（車庫）
- 平成音楽大学乗り入れを廃止

#### その他廃止路線
- 南10 下近見線（九品寺・浜線バイパス経由）

交通センター - 通町筋 - 水道町 - 消防会館・保健所前 - （九品寺）車庫前 - 南熊本（浜線バイパス) - 田井の島 - 田迎（東バイパス） - 下近見
※下記の運行経路変更にて廃止。
- 南11 下近見線（平成町・済生会経由）

交通センター - 新市街 - 江原中学・琴平神社前 - 平成町 - 流通団地 - 済生会病院 - 下近見
- 南13 県庁環状系統（南熊本・旧浜線経由）

交通センター - 新市街  - 南熊本 - 田迎 - （東バイパス） - 市民病院前 - 北窪 - 県庁 - 水前寺公園前 - 通町筋 - 交通センター
- 県29 県庁田迎線

交通センター - 通町筋 - 国府 - 県庁前 - 神水町 - 市民病院前 - （東バイパス） - 田迎 - 中の瀬車庫
- 南11 田迎木原線（富合便）[15]

交通センター - 本荘町 - 江原中学・琴平神社前 - 平成町 - 流通団地 - 済生会病院 - 西無田入口 - 赤見入口 - 榎津・サンサンうきっ子 - 県立こころの医療センター
- 2009年10月1日から2010年9月30日まで、試行運行便

#### ゆうゆうバス（区バス）
「ゆうゆうバス（区バス）」＜熊本都市バスからの運行委託＞　東区の運行を担当
- セイラタウン・桜木ルート（往復運行）

江津団地 - セイラタウン北 - 広木公園前 - 健軍電停前 - 東区役所 - 桜木東小学校前 - 沼山津 - 小楠記念館入口
- 中の瀬・桜木ルート（往復運行）

中の瀬車庫 - 画図パークタウン - 画図小学校入口 - 広木公園前 - 健軍電停前 - 東区役所 - 桜木東小学校前 - 沼山津 - 小楠記念館入口
ゆうゆうバス（区バス）の運行車両は全て熊本都市バスの所有だが、運行業務は当社・当営業所の乗務員が担当した。
※2015年3月31日を以って運行中止。

#### 東バイパスライナー
- HL 東バイパスライナー

西部車庫 -  薄場町 - 堀の内 - 西熊本駅 - 下近見 - 済生会病院 - 流通団地 - 田迎一里木（西部車庫行きのみ） - 田迎（東バイパス・長嶺団地行きのみ） - 熊本中央病院 - 神水町 - 県会議事堂前 - 帯山 - 三郎 - 日赤病院構内（長嶺団地行きのみ） - 日赤病院前 - 長嶺団地
沿革としては、2009年9月1日から熊本市を中心に協議会プロジェクトの一環として県内5社局（九州産交バス・熊本都市バス・熊本電鉄バス・熊本バス・熊本市営バスが共同運行を行う東バイパスライナーの実証走行を開始。半年間の実証走行終え翌日の2010年4月1日に熊本市交通局（市営バス）を除く4社局正式に運行開始。
2024年2月5日、本路線を同年4月1日を以って廃止を発表。3月29日に平日のみの運行の同路線は同日の最終便を以って運行終了（4月1日に正式に路線廃止）。
東バイパスライナーの運用末期は、熊本バス（中央営業所）と産交バス（熊本営業所・光の森営業所）の2社共同体制で平日に運行していた。

## 貸切バス
- 貸切車も配置されており、一般の貸切バス事業のほか、乙女小学校のスクールバスも運行している。

## 中の瀬車庫停留所
この項目ではバスターミナルしての「中の瀬車庫」発着便を表記、なお一部を除き路線名を省略および熊本桜町バスターミナルは桜町BTに省略。
| 系統                                                   | 行先                                                       | 備考                                                         |
| ①のりば（待合室、旧浜線側） 熊本市内方面               | ①のりば（待合室、旧浜線側） 熊本市内方面                   | ①のりば（待合室、旧浜線側） 熊本市内方面                     |
| ------------------------------------------------------ | ---------------------------------------------------------- | ------------------------------------------------------------ |
| 旧浜線経由                                             |                                                            |                                                              |
| M0-0                                                   | はません環状（桜町BT・通町筋方面）                         | 左回りのみ運行、本数少（日祝日運休）。                       |
| M4-1                                                   | 甲佐環状（桜町BT・通町筋・県庁前方面）                     | 平日6時台1便のみ（土日祝日運休）。                           |
| M2-1                                                   | 熊本駅（桜町BT・河原町方面）                               | 本数少。                                                     |
| M系統（上記以外）                                      | 桜町BT                                                     |                                                              |
| 浜線バイパス経由                                       |                                                            |                                                              |
| P4-1・P4-2                                             | 桜町BT（熊本中央病院・ワンダーシティ前・尚絅校前方面）     | 同区間運行のM0-0・はません環状（右回り）は運休中。           |
| P4-3                                                   | 桜町BT（出仲間<バイパス>・ワンダーシティ前・尚絅校前方面） | P4-1・P4-2と同区間運行だが「熊本中央病院」に行かない系統。   |
| L2-1・L2-2                                             | 桜町BT（セイラタウン・水前寺公園前）                       |                                                              |
| ②のりば（セブンイレブン側） イオンモール熊本・郊外方面 |                                                            |                                                              |
| イオンモール熊本（着）・御船（御船町恐竜博物館前）経由 |                                                            |                                                              |
| M2-1・L2-2                                             | イオンモール熊本（鯰経由）                                 |                                                              |
| P4-2（・P4-4）                                         | イオンモール熊本（鯰<バイパス>経由）                       | P4-4は年末年始のみの運行。                                   |
| M3-1                                                   | 甲佐（辺田見）                                             |                                                              |
| M3-2                                                   | 通潤山荘（玉虫・浜町）                                     |                                                              |
| イオンモール熊本・辺場経由                             |                                                            |                                                              |
| M4-1                                                   | 甲佐                                                       |                                                              |
| M4-2・M4-3                                             | M4-2砥用学校前・M4-3浜町（甲佐・佐俣の湯）                 | M4-3浜町行きは本数少（日祝日運休）。                         |
| イオンモール熊本・杉上今経由                           |                                                            |                                                              |
| M5-1                                                   | 甲佐（くまもと南部広域病院・乙女小学校前）                 |                                                              |
| M6-1                                                   | 城南                                                       |                                                              |
| M6-2                                                   | 宇土駅（城南・木原不動尊前）                               | 本数少（日祝日運休）。                                       |
| M6-3                                                   | 松橋駅（城南・東阿高）                                     | 本数少（日祝日運休）。                                       |
| M6-4・M6-5・M6-6                                       | M6-4志導寺・M6-5下安見・M6-6段鶴（城南・塚原）             | 本数少。M6-5下安見（土日祝日運休）、M6-6段鶴（日祝日運休）。 |
| ③のりば（待合室、車庫側）                              |                                                            |                                                              |
| 中の瀬方面への始発設定が無くなり使用休止               |                                                            |                                                              |